# 에스타디오 에르난 라미레스 비예가스
에스타디오 에르난 라미레스 비예가스(스페인어: Estadio Hernán Ramírez Villegas)는 콜롬비아 리사랄다주 페레이라에 위치한 다목적 경기장이다. 주로 축구 경기에 사용되며, 데포르티보 페레이라의 홈구장이다. 1971년에 지어진 뒤, 2011년 FIFA U-20 월드컵을 위해 재건축되었다.